# Audio (gruppo musicale)
Gli Audio (precedentemente conosciuti come B5) sono una boy band statunitense formatasi a Saint Petersburg ed in seguito stabilitasi ad Atlanta. Il gruppo consiste di cinque elementi, i fratelli Breeding. Il gruppo era precedentemente conosciuto come TNT Boyz ed era composto soltanto dai quattro fratelli maggiori. Con l'arrivo del quinto fratello il gruppo si è rinominato B5.

## Carriera
Dopo aver vinto numerosi concorsi canori, incluso uno indetto dalla Walt Disney, i B5 vengono notati dal manager Jim McMahan, che li fa collaborare con numerosi artisti come Mario Winans, Kanye West, Ginuwine, Usher, Fantasia, Bow Wow, Joe, arrivando ad esibirsi davanti ad Alberto II di Monaco.
Dopo aver firmato un contratto con la Bad Boy Records (che lasceranno nel 2008 per problemi di produzione), il gruppo pubblica il loro primo album omonimo, sotto la produzione di P. Diddy. Il singolo con il quale i B5 debuttano è All I Do, cover di un celebre brano dei The Jackson 5. Nel 2007 hanno pubblicato il loro secondo album Don't Talk, Just Listen, e nel primo singolo estratto Hydrolics, il gruppo duetta con Bow Wow. Nel 2008 i B5 hanno recitato in una puntata della celebre soap opera statunitense All My Children.
Nel 2009 ha lasciato l'etichetta discografica Bad Boy Records ed ha firmato un nuovo contratto con la UpFront Records, ed hanno ufficialmente cambiato il proprio nome da B5 ad Audio. Il 10 dicembre 2010 è stato pubblicato il primo singolo ufficiale degli Audio, intitolato Magnetic.

## Membri del gruppo
- Dustin Breeding (Nato il 9 ottobre 1987 a Saint Petersburg (Florida))
- Kelly Breeding (Nato il 17 febbraio 1989 a Liberal (Kansas))
- Patrick Breeding (Nato il 19 settembre 1990 a Liberal (Kansas))
- Carnell Breeding (Nato il 30 novembre 1991 a Bridgeport (Connecticut))
- Bryan Breeding (Nato il 14 ottobre 1993 a Liberal (Kansas))

## Discografia

### Album
- B5 (2005)
- Don't Talk, Just Listen (2007)

### Singoli
- All I Do (2005)
- U Got Me (2005)
- Hydrolics (featuring Bow Wow) (2007)
- In My Bedroom (2007)
- Magnetic (2010)
- One Minute (2010)

### DVD
- The Beginning of B5 - The Documentary
- Worlds of Music DVD - B5
- Nicetown